# Mam kły mam pazury
Mam kły mam pazury – album muzyczny wydany w 1996 roku przez punkrockowy zespół Dezerter.

## Lista utworów
źródło:.
1. "Mam kły, mam pazury" – 3:08
2. "Zasady dynamiki tłumu" – 2:25
3. "Nic nowego" – 3:57
4. "Czego chcesz?" – 2:22
5. "Płacisz" – 2:46
6. "Szepty i krzyki" – 4:27
7. "Czwarta rano" – 4:34
8. "Ratunku policja" (cover piosenki Janusza Reichela) – 1:32
9. "Kołysz się i kręć" – 2:21
10. "Bestia" – 2:45
11. "Ślady krwi" – 3:09
12. "Piosenka o miłości" – 1:39
13. "Sekta" – 1:54
14. "Zwyrodnienie mózgu" – 27:17

## Skład
źródło:.
- Robert Matera – śpiew, gitara
- Krzysztof Grabowski – perkusja
- Tomasz Lewandowski – bas, śpiew